# Вулиця Уласа Самчука (Київ)
Ву́лиця Ула́са Самчука́ — вулиця в Голосіївському районі міста Києва, місцевість Саперна слобідка. Пролягає від вулиці Павла Грабовського до провулку Павла Грабовського.
Прилучаються вулиці Тетерівська, Мелітопольська та провулок Галшки Гулевичівни.

## Історія
Вулиця виникла в 1950-х роках під назвою 775-та Нова. 1955 року отримала назву вулиця Столєтова, на честь російського фізика, почесного члена Імператорського університету св. Володимира професора Олександра Столєтова. 
Сучасна назва на честь українського письменника, журналіста й громадського діяча Уласа Самчука — з березня 2023 року.